# Wacław Klaczyński

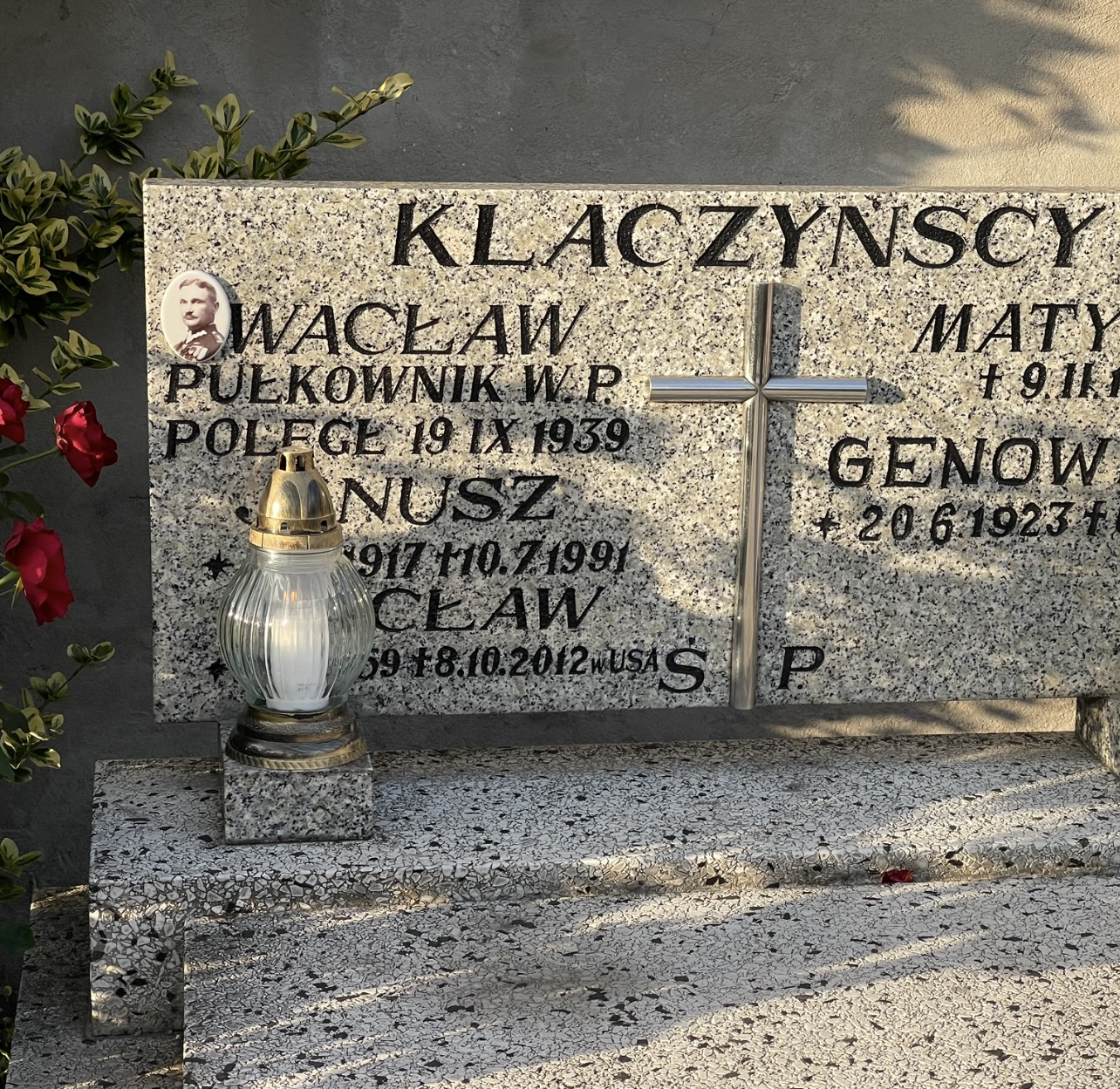
Nagrobek rodziny Klaczyńskich na Cmentarzu parafii Opatrzności Bożej w Bielsku-Białej, upamiętniający m.in. płk. Wacława Klaczyńskiego

Wacław Michał Klaczyński, ps. „Perkun” (ur. 27 września 1887 w majątku Szymany, zm. 19 września 1939 k. Maził) – pułkownik piechoty Wojska Polskiego, dwukrotny kawaler Orderu Virtuti Militari.

## Życiorys
Urodził się w Szymanach, w ówczesnym powiecie nowomińskim guberni warszawskiej, w rodzinie Wacława i N. z Piaskownickich. Ukończył sześć klas w szkole realnej w Orle, a następnie studiował w Krakowie filozofię na Uniwersytecie Jagiellońskim. Należał do Związku Strzeleckiego w latach 1911–1914, gdzie ukończył szkołę oficerską. Dowódca kompanii 5 pułku piechoty w Legionach Polskich od sierpnia 1914 do lipca 1917 i brał udział we wszystkich bojach I Brygady. Po kryzysie przysięgowym w okresie lipiec 1917 – sierpień 1918 przebywał w obozie w Beniaminowie. Komendant okręgu zamojskiego Polskiej Organizacji Wojskowej po zwolnieniu z obozu.

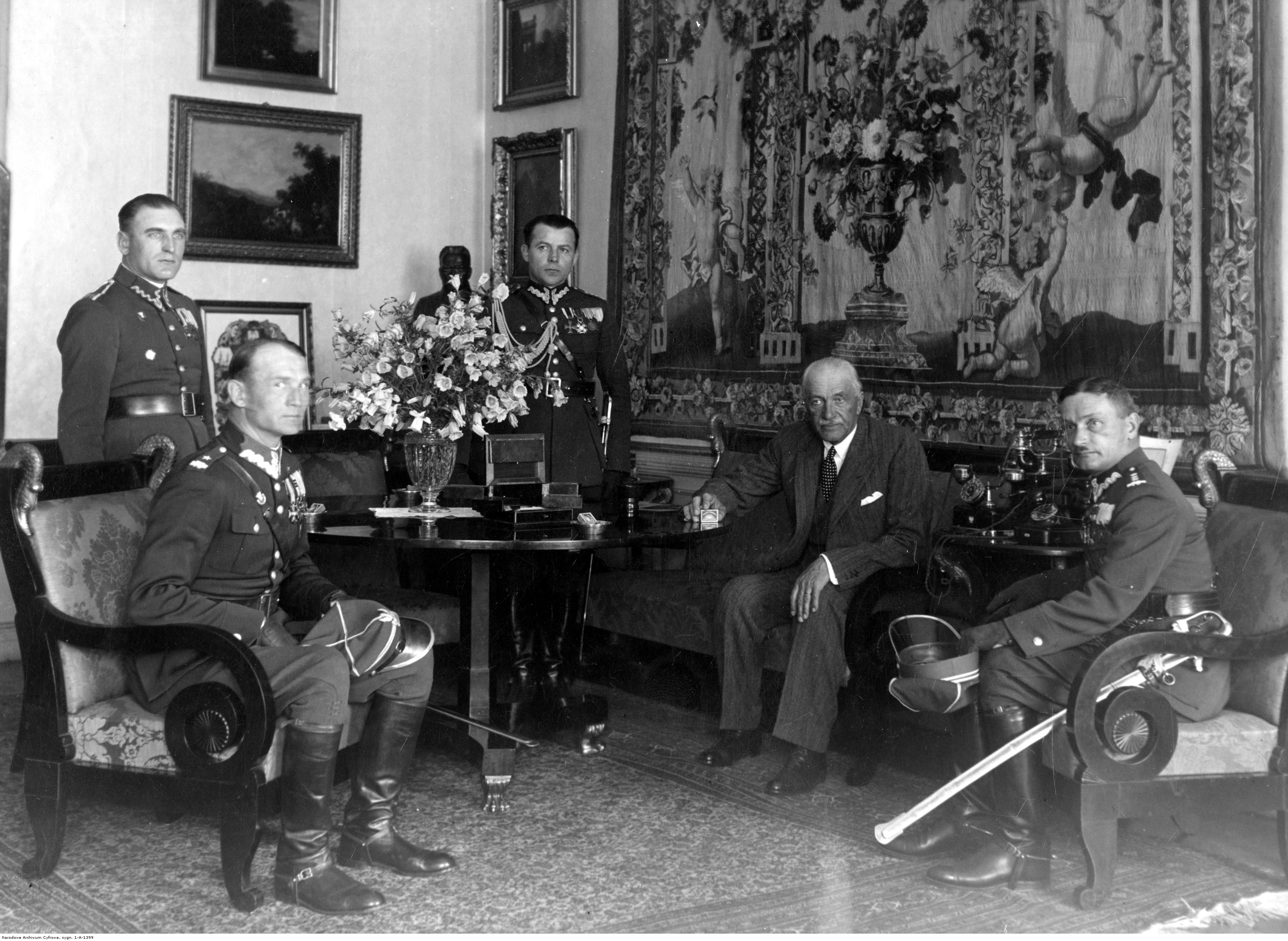
Delegacja 75 pp na audiencji u prezydenta RP Ignacego Mościckiego 11 maja 1934; płk Wacław Klaczyński pierwszy z prawej.

Od listopada 1918 w Wojsku Polskim. W okresie listopad 1918 – styczeń 1922 dowódca II batalionu 35 pułku piechoty. W międzyczasie (1919) ukończył w Rembertowie kurs dowódców batalionów, a we Francji (1921) kurs informacyjny dla wyższych dowódców. 10 lipca 1922 został zatwierdzony na stanowisku zastępcy dowódcy 5 pułku piechoty Legionów w Wilnie z równoczesnym przeniesieniem z 35 pp. Od 25 listopada 1925 do 27 czerwca 1927 był dowódcą 5 pp Leg.. W maju 1928 został przeniesiony do 75 pułku piechoty w Królewskiej Hucie na stanowisko dowódcy pułku. W październiku 1936 został mianowany II dowódcą piechoty dywizyjnej 23 Dywizji Piechoty w Katowicach. W 1939 był dowódcą Grupy Fortecznej Obszaru Warownego „Śląsk” i dowodził nią na całym szlaku bojowym od wschodniego terenu Górnego Śląska do płd. Lubelszczyzny podczas kampanii wrześniowej.
Poległ w czasie bitwy tomaszowskiej 19 września 1939 w pobliżu stacji kolejowej Maziły, kiedy oddziały katowickiej Grupy Fortecznej uległy całkowitemu rozbiciu.
8 czerwca 1951 pułkownik Klaczyński został ekshumowany i pochowany na cmentarzu parafialnym w Łaszczowie w powiecie tomaszowskim.

## Awanse
- podporucznik – 1914
- porucznik – 1916
- kapitan – 1919
- major – 1920
- podpułkownik – 1924
- pułkownik – 1931

## Ordery i odznaczenia
- Krzyż Złoty Orderu Wojennego Virtuti Militari nr 13[8]
- Krzyż Srebrny Orderu Wojskowego Virtuti Militari (28 lutego 1921)[9]
- Krzyż Niepodległości (13 kwietnia 1931)[10][11]
- Krzyż Oficerski Orderu Odrodzenia Polski (10 listopada 1928)[12]
- Krzyż Walecznych (czterokrotnie, po raz 2 i 3 w 1921)[13]
- Medal Pamiątkowy za Wojnę 1918–1921[14]
- Medal Dziesięciolecia Odzyskanej Niepodległości[14]

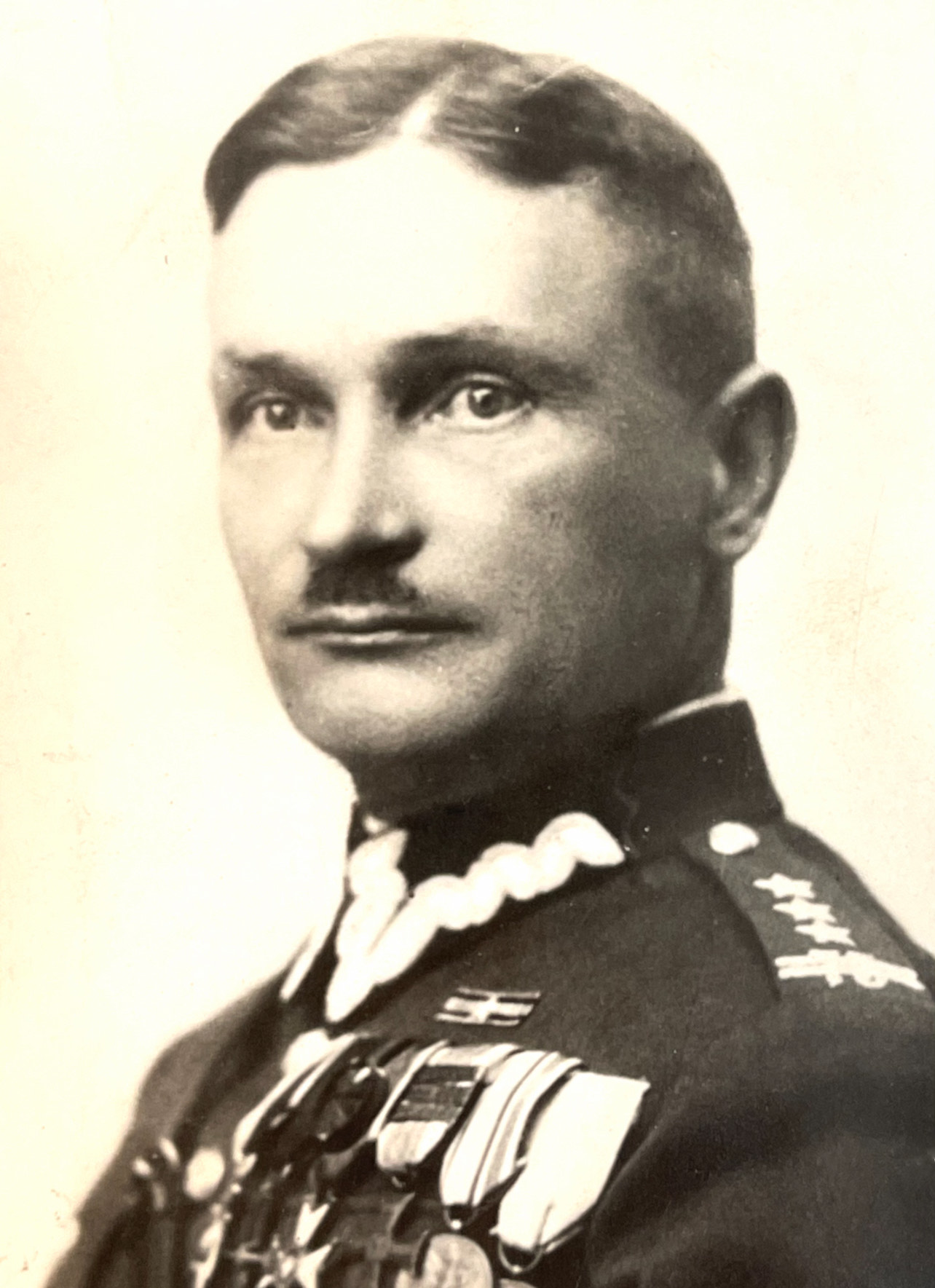
płk. Wacław Klaczyński

- Odznaka za Rany i Kontuzje[14]
- Odznaka „Za wierną służbę”[15]